# 애니메디솔루션
애니메디솔루션(ANYMEDI)은 대한민국의 환자 맞춤형 수술 솔루션 기업이다. 의료영상 데이터를 분석하여 수술 솔루션을 삼차원 프린팅,가상현실, 증강현실 등의 형태로 구현해 준다.

## 역사
서울아산병원의 영상의학과·융합의학과의 의료영상지능실현연구실으로 시작하여 교원창업으로 설립되었다.